# Aegires sublaevis
Aegires sublaevis é uma espécie de molusco pertencente à família Aegiridae.
A autoridade científica da espécie é Odhner, tendo sido descrita no ano de 1932.
Trata-se de uma espécie presente no território português, incluindo a zona económica exclusiva.